# Saverio Ragno
Saverio Ragno, född 6 december 1902 i Trani, död 22 april 1969 i Sacile, var en italiensk fäktare.
Ragno blev olympisk guldmedaljör i värja vid sommarspelen 1936 i Berlin.